# Hans Hartig
Pour les articles homonymes, voir Hartig.
Hans Hartig (né le 6 octobre 1873 à Karwin, mort le 14 février 1936 à Berlin) est un peintre allemand.

## Biographie
Il est le plus jeune des cinq enfants d'un pasteur protestant. En 1879, la famille déménage à Stolzenhagen. Après avoir obtenu son abitur à Gartz, il part à Berlin étudier la chimie, conformément à la volonté de son père. En 1895, Hartig s'inscrit à l'Académie des arts de Berlin et est l'élève de Paul Vorgang (de). Après son service militaire en 1897, il reprend ses études. En 1900, il rencontre Eugen Bracht qui devient son maître.
En 1901, Hartig fait sensation à l'exposition du grand Berlin lorsque l'État prussien achète un de ses tableaux dès le premier jour pour la Nationalgalerie. En 1902, avec six autres étudiants, il suit Bracht à Dresde où il termine ses études en 1906 puis revient à Berlin.
Il participe aux expoisitions de la Berliner Secession. En 1907, il fait un voyage en Mazurie pour "étudier la neige" et revient avec une peinture très colorée. Il fonde avec Hans Klohss, Alfred Liedtke, Carl Wendel, Ernst Kolbe (de) et Leonhard Sandrock (de) le "Club Berliner Landschafter". Il fait partie de l'exposition d'art allemand à New York en 1909 et de la onzième Biennale de Venise en 1914. Dans les années 1920, il soutient la peinture à Nowe Warpno.